# Evangelii gaudium
Evangelii Gaudium (Català: L'alegria de l'Evangeli) és una exhortació apostòlica del 2013 escrita pel papa Francesc sobre "la primacia de la missió evangelitzadora al món modern" Ha estat descrita com un "notable i radical document, que varia àmpliament i desafia la complaença en tots els nivells," com ho ha fet en l'atac a la tirania dels mercats i una "Magna Carta per a la reforma de l'església."
Evangelii Gaudium toca diversos temàtiques que preocupen al papa Francesc, incloses les obligacions que els cristians tenen envers els pobres, i el deure d'establir i mantenir una economia, política i justícia que siguin justes. El papa Francesc assenyala que el món "Ja no podem confiar en les forces cegues i en la mà invisible del mercat.", "l'economia ja no pot recórrer a remeis que són un nou verí, com quan es pretén augmentar la rendibilitat reduint el mercat laboral i creant així nous exclosos", "renunciant a l'autonomia absoluta dels mercats i de l'especulació financera i atacant les causes estructurals de la desigualtat," Reorientant les prioritats de la societat: "No pot ser que no sigui notícia que mor de fred un ancià en situació de carrer i sí que ho sigui una caiguda de dos punts a la borsa". Demana una "una inajornable renovació eclesial", i és crític amb la burocràcia de l'església, la mala predicació i l'èmfasi excessiu en la doctrina. A més, exigeix més creativitat i obertura pastoral, i una "conversió pastoral", inclosa la papal.
En contrast amb l'estil dels papes anteriors, Evangelii Gaudium no està escrita amb un estil acadèmic, sinó "amb un llenguatge que és alhora fàcil d'entendre i captivador." En les prop de 48 mil paraules del document, el papa Francesc fa servir la paraula "amor" 154 vegades, "alegria" 109 vegades, "els pobres" 91 vegades, "pau" 58 vegades, "justícia" 37 vegades, i el "bé comú" 15 vegades.